# Mezentia gibbera
Mezentia gibbera is een rechtvleugelig insect uit de familie Romaleidae. De wetenschappelijke naam van deze soort is voor het eerst geldig gepubliceerd in 1878 door Stål.